# South of Border with Disney
Pour plus de détails, voir Fiche technique et Distribution.
South of Border with Disney est un court métrage documentaire américain réalisé par les studios Disney, et sortie le 23 novembre 1942.

## Synopsis
Le film narre le voyage d'une équipe d'animateur du studio Disney, surnommée El Groupo, en Amérique du Sud.

## Fiche technique
- Titre original : South of Border with Disney
- Série : court-métrage éducatif
- producteur : Walt Disney
- Production : Walt Disney Industrial Training Film[1]
- Distributeur : Coordinator of Inter-American Affairs
- Format d'image : Couleur (Technicolor)
- Durée : 30 minutes
- Langue : (en)
- Pays de production :  États-Unis
- Date de sortie : 23 novembre 1942

## Commentaires
Ce court métrage décrit le voyage en Amérique du Sud réalisé à partir du 17 août 1941 par Walt Disney et quelques animateurs pour une mission au caractère en partie diplomatique. L'équipe a visité l'Argentine, le Brésil et le Chili. C'est un simple récit, un journal de bord avec quelques présentations de dessins de travail, narré par Walt Disney en personne qui se fait aussi plusieurs fois caméraman. Dans ce film, l'équipe ayant participé à cette excursion est nommée par Walt « El Groupo », le groupe dans un espagnol-portugais approximatif.
En 2009, J. B. Kaufman a publié chez Disney Editions un livre intitulé South of the Border With Disney: Walt Disney and the Good Neighbor Program, 1941-1948.